# Garrido (cognom)
Garrido és una paraula medieval castellana, que equival als adjectius de bell, gallard, ufanós, etc. així apareix en la "Crònica General", escrita per ordre del rei Alfons XI, en la qual es pot llegir que, don Tello Alonso va perdre en una batalla fins a dos-cents cavallers "garridos".

## Origen
És indubtable que el llinatge Garrido és un dels més antics d'Espanya. Antonio de Barahona, reconegut genealogista ja ho cita, així com molts altres autors, en particular Franckenau en "Biblioteca Hispànica". Barahona té fama de genealogista seriós, per la qual cosa se li pot donar absoluta credibilitat als seus escrits.
Escut d'armes: En fons daurat, una banda vermellosa amb un cap de drac de cada extrem de color verd, i acompanyada de dos llops de color negre, un a cada costat, envoltat amb una franja vermella i en ella vuit aspes d'or.

## Història
En la batalla del Salat, que va ser l'any 1340, es va trobar un cavaller anomenat de cognom Déu ajuda amb set fills seus, i que portant les seves armes ensangonades, van passar per davant del rei don Alfons XI, qui en veure'ls li va dir al pare: "Garrits fills portes", (en realitat aguerrits, provinent de guerra) referint-se a la valentia dels set fills i que d'aquí els va quedar el cognom.
Es diu també que, el citat rei, per a honrar-los, els va concedir l'ordre de la Banda i que des de llavors s'ha conegut aquest cognom en la història d'Espanya sent molts els cavallers que l'han portat.
Esteban Garrido, cap d'armes del rei Alfons XI, va realitzar nombroses gestes, entre les quals cal destacar el que trobant-se sol i envoltat de moros que ho atacaven, no va ser la seva fi, perquè en lloc d'atemorir-se, donant la seva mort per segura, es va omplir de valor i els va atacar, matant a dos d'ells i obrint-se camí, mantenint a ratlla als que tractaven d'envoltar-ho de nou, de manera que els moros, espantats davant tanta bravesa, van optar per deixar-ho, fugint desordenadament.
Durant el regnat dels reis catòlics va florir Sancho Sánchez Garrido que, pels serveis realitzats als monarques, va ser cavaller del Esperó Daurat. Va participar en la Conquesta de Granada, fins al punt que les seves gestes i mostres de valor donades en les batalles prèvies a l'ocupació d'aquesta ciutat van ser tan importants, que una vegada que Granada va ser ocupada, els Reis Catòlics van premiar la fidelitat del cavaller incloent-li en el repartiment de terres, amb la qual cosa va entrar en possessió de riques terres, alhora que, per privilegi real, quedaven lliures ell i els seus successors del pagament d'alguns impostos.
Una vegada descoberta Amèrica per Cristóbal Colón, van ser molts els d'aquest llinatge que van passar a les Índies, on van estar presents des del primer dia del seu descobriment. Núñez Garrido va estar amb Hernán Cortès en la conquesta de Mèxic, participant en tots els combats i batalles que van succeir fins a la total conquesta del país. Una vegada que això va succeir, va decidir establir-se a Mèxic, on va fundar família i va deixar nombrosos descendents.
Alvaro Garrido, va ser company de Diego d'Almagro i va prendre part en la conquesta del Perú, més tard, enemistat amb Almagro, es va passar al bàndol dels Pizarro, encara que sembla que no va tenir responsabilitat en la mort del seu antic cap.
Amb Valdivia va estar Juan de Dios Garrido, que va prendre part en la conquesta de Xile. Aquest conqueridor, es va establir a Santiago, on així mateix va procedir a fundar família.

## Distribució en Espanya
A Espanya: 41523 persones comparteixen el cognom Garrido i és el 86è cognom més comú a Espanya.
- Jaén Garrido és el 32è cognom 1218 pers
- La Rioja Garrido és el 38è cognom 870 pers.
- Valladolid Garrido és el 39è cognom 1036 pers.
- Còrdova Garrido és el 47è cognom 1396 pers.
- Àlava Garrido és el 47è cognom 1214 pers.
- Cadis Garrido és el 55è cognom 1894 pers.
- Granada Garrido és el 66è cognom 1048 pers.
- Màlaga Garrido és el 72è cognom 1890 pers.
- Barcelona Garrido és el 72è cognom 7504 pers.
- Alacant Garrido és el 78è cognom 1722 pers.
- Madrid Garrido és el 78è cognom 9202 pers.
- València Garrido és el 105è cognom 2 058 pers.
- Sevilla Garrido és el 107è cognom 1562 pers.
- Cantàbria Garrido és el 110è cognom 702 pers.
- Pontevedra Garrido és el 112è cognom 706 pers.
- Tarragona Garrido és el 117è cognom 694 pers.
- Balears Garrido és el 149è cognom 884 pers.
- Ourense Garrido és el 153è cognom 362 pers.
- Biscaia Garrido és el 182è cognom 706 pers.
- Guipúscoa Garrido és el 181è cognom 532 pers.
- Almeria Garrido és el 188è cognom 542 pers.
- Asturies Garrido és el 184è cognom 1050 pers.
- Salamanca Garrido és el 194è cognom 358 pers.
- Guadalajara Garrido és el 206è cognom 366 pers.
- Ciudad Real Garrido és el 238è cognom 366 pers.
- Canaries Garrido és el 336è cognom 540 pers.
- Girona Garrido és el 331è cognom 360 pers.
- Lleó Garrido és el 324è cognom 370 pers.
- Navarra Garrido és el 374è cognom 352 pers.
- Las Palmas Garrido és el 617è cognom 360 pers.
- La Corunya Garrido és el 65è cognom 368 pers.
- Múrcia Garrido és el 1 049è cognom 360 pers.

## Garridos famosos
A part dels ja esmentats en l'apartat Història:
- Juan Garrido (Barcelona segle xviii), arquitecte. Proyectó y dirigió el campanario de Sant Feliu de Sabadell (1724-38), así como la casa consistorial de Manresa (1737-77).
- Emilio Martínez Garrido (Rentadors 1886- Vigo 1936), industrial i polític
- Tomas Garrido Canabal (Polític Militar i reformador de Mèxic revolucionari (n. Catazajá, Chiapas; 20 de setembre de 1890 – m. Los Angeles, Califòrnia, els Estats Units, 8 d'abril de 1943)
- Amparo Garrido (Actriu mexicana de doblatge, cinema i televisió (n. 17 d'octubre de 1943 Mexico)
- Amparo Garrido Artista visual espanyola. València 1962
- Felipe Garrido (Escriptor colombià).
- Javier Garrido Informàtic
- Jorge Garrido Sant Román (sindicalista, polític i advocat espanyol).